# اولستورپ
اولستورپ (به سوئدی: Olstorp) یک منطقهٔ مسکونی در سوئد است که در بخش لیروم واقع شده‌است. اولستورپ ۱٫۶۵ کیلومتر مربع مساحت و ۱٬۲۸۱ نفر جمعیت دارد.